# تسوکیکاتا هانپیتا: هانا نو ماکی، آراشی نو ماکی
تسوکیکاتا هانپیتا: هانا نو ماکی، آراشی نو ماکی (به ژاپنی: 月形半平太 花の巻 嵐の巻 Tsukigata Hanpeita: Hana no maki; Arashi no maki) یک فیلم به کارگردانی تینوسوکه کینوگاسا است که در سال ۱۹۵۶ اکران شد. از بازیگران آن می‌توان به کازوئو هاسه‌گاوا، ماچیکو کیو، ایچیکاوا رایزو، و فوجیکو یاماموتو اشاره کرد.